# أوغست من ساكس-كوبرغ وغوتا
أغسطس فيكتور لودفيغ من ساكس-كوبرغ وغوتا (بالألمانية: August von Sachsen-Coburg und Gotha) (13 يونيو 1818 - 26 يوليو 1881) كان عضواً في بيت ساكس-كوبرغ وغوتا، بحيث أنه الابن الثاني لـ الأمير فرديناند من ساكس كوبرغ وغوتا وماريا أنطونيا كوهاري دي تشابراغ، تزوج في 1843 من كليمنتين من أورليان الابنة الصغرى لـ لويس فيليبي ملك فرنسا، استطعت إنجاب له خمسة أبناء من بينهم فرديناند الأول ملك بلغاريا.